# Koła (Rosja)
Koła – miasto w Rosji, w obwodzie murmańskim. W 2010 roku liczyło 10 437 mieszkańców.